# فناوری‌دوست
فناوری‌دوست به دو معنی به‌کار می‌رود:
1. فردی که دارای حس زیبایی‌شناسی قوی بوده و عاشق ابزارک‌ها است. به این اعتبار، این واژه تک‌واژی چندوجهی است که معنی آن، متشکل از دو واژه فناوری‌خواه و متروسکشوال است که برای نخستین بار توسط ریکی مونتالوو،[۱] فردی که حرفه‌اش خلاقیت داشتن است، استفاده شد. کسی که به گفته خود :"یک خودشیفته شیک پوش عاشق نه تنها خودش، بلکه سبک زندگی و ابزارک‌هایش است. یک مرد دگرجنس‌گرا که با جنبه زنانه خود در ارتباط است اما علاقه زیادی به لوازم برقی مانند تلفن های‌همراه، دست‌یارهای دیجیتالی شخصثی، رایانه‌ها، نرم‌افزار اجتماعی و وب دارد. "[۲]
2. معنی دوم فناوری‌دوست به فردی گفته می‌شود که دارای کشش جنسی نسبت به ماشین‌آلات است. نمونه چنین افرادی، کسانی هستند که فتیش ربات دارند. در این معنی نیز، فناوری‌دوست از ترکیب دو واژه «فناوری‌خواه» و «جنسی» حاصل می‌آید.[۳] طبق این تعریف، داستان اندروید خیالی جیگولو جو، با بازی جود لا در فیلم علمی تخیلی هوش مصنوعی به سال ۲۰۰۱، به «نماد جذابیت فناوری» تبدیل شده‌است.[۴]

همانند متروسکشوال، شرکت‌ها سعی کرده‌اند مفهوم فناوری‌دوست را برای فروش بیش‌تر محصولات ارتقا دهند. کالوین کلاین در سال ۲۰۰۵ تا آنجا پیش رفت که نشان تجاری یکی از محصولاتش را اصطلاح «فناوری‌دوست» قرار داد.